# Liste der Einträge im National Register of Historic Places im Benton County (Mississippi)

Lage des Benton Countys in Mississippi

Die Liste der Einträge im National Register of Historic Places im Benton County in Mississippi führt die Bauwerke und historischen Stätten im Benton County auf, die in das National Register of Historic Places aufgenommen wurden.
| [ 2 ] | Name                     | Bild                     | Eintragsdatum        | Lage                                                          | Ort           | Beschreibung                                             |
| ----- | ------------------------ | ------------------------ | -------------------- | ------------------------------------------------------------- | ------------- | -------------------------------------------------------- |
| 1     | Davis' Mills Battle Site | Davis' Mills Battle Site | 1973 ID-Nr. 73001002 | Abseits des Mississippi Highway 7 34° 58′ 43″ N, 89° 15′ 7″ W | Michigan City | Schlachtfeld aus dem Amerikanischen Bürgerkrieg von 1862 |